# Premiile Academiei Române pentru anul 1999
Premiile Academiei Române pentru anul 1999 au fost acordate în decembrie 2001, în Aula Academiei Române.
Sunt indicate obiectul acordării premiului, cel mai adesea o lucrare, autorul acesteia și țara de reședință a autorului. În cazul în care nu este indicată țara, autorul este din România.

## I. Filologie și Literatură

### Premiul „Bogdan Petriceicu Hașdeu“
Mihai Eminescu. Opere (XVII) - Autori: Anca-Silvia Bogdan, Ileana-Stanca Desa, Grigore Goanță, Radu Ionescu, Dulciu Morărescu, Alexandra Moroșanu, Ioana Patriche, Tudor-George Pereverza, Viorica Săvulescu, Iliana Sulică, Victor Vișinescu

### Premiul „Timotei Cipariu“
Glosar dialectal. Muntenia - Autori: Maria Marin și Iulia Mărgărit

### Premiul „Mihai Eminescu“
Pantelimon 113 bis - Autor: Ioan Es. Pop

### Premiul „Titu Maiorescu“
Sursele germane ale creației eminesciene (vol. I și II) - Autor: Helmuth Frisch

### Premiul „Ion Creangă“
Premiul nu a fost acordat.

### Premiul „Ion Luca Caragiale“
Premiul nu a fost acordat.

### Premiul „Lucian Blaga“
Premiul nu a fost acordat.

## II. Științe Istorice și Arheologie

### Premiul „Vasile Pârvan“
Celți și germani în Dacia romană - Autor: Adrian Husar

### Premiul „Dimitrie Onciul“
- Țara Făgărașului în evul mediu (secolele XIII – XVI) - Autor: Antal Lukács
- Sud-estul Moldovei și stânga Nistrului în anii 1484-1699 (expansiunea și stăpânirea turco-tătară) - Autor: Ion Chirtoagă (Republica Moldova)

### Premiul „Alexandru D. Xenopol“
Le régime de la sinodalité selon la législation canonique conciliaire, oecuménique, du 1er millénaire - Autor: Nicolae Dură

### Premiul „Nicolae Bălcescu“
- Istoria moșnenilor, vol I/1. 1/1 (1829 – 1912) - Autor: Dinică Ciobotea
- Familia în satul românesc din Transilvania în a doua jumătate a secolului al XIX-lea și începutul secolului XX - Autor: Sorina Paula Bolovan

### Premiul „Mihail Kogălniceanu“
România și relațiile internaționale din sud-estul european. 1919-1924 - Autor: Constantin Iordan

### Premiul „Gheorghe Barițiu“
Literatura economică românească din Transilvania de la începutul epocii moderne - Autor: Ioan Lumperdean

### Premiul „Nicolae Iorga“
- România și războaiele balcanice. 1912-1913 - Autor: Gheorghe Zbuchea
- Le Général Berthelot et l’action de la France en Roumanie et en Russie méridionale (1916-1918) - Autor: Jean-Noel Grandhomme (Franța)

### Premiul „Eudoxiu Hurmuzaki“
Genealogii - Autor: Mihai Sorin Rădulescu

## III. Științe Matematice

### Premiul „Gheorghe Lazăr“
Grupul de lucrări: Noi rezultate în teoria algebrelor Hopf - Autor: Florin Panaite

### Premiul „Gheorghe Țițeica“
Grupul de lucrări: Clasificarea fibratelor vectoriale complexe - Autor: Matei Toma

### Premiul „Simion Stoilow“
Grupul de lucrări: Probleme la limită pentru ecuații eliptice neliniare și inegalități hemivariaționale - Autor: Vicențiu Rădulescu

### Premiul „Spiru Haret“
Grupul de lucrări: Studiu teoretic și metode numerice pentru unele probleme la limită și cu derivate parțiale din mecanica mediilor continue și economia financiară - Autor: Lori Badea

## IV. Științe Fizice

### Premiul „Dragomir Hurmuzescu“
The role of virtual states in the appearance of two-neutron halo - Autor: dr. Remus Amilcar Ionescu

### Premiul „Constantin Miculescu“
Grupul de lucrări: Fenomene de interacție la interfață în nanosisteme metal/C 60 - Autor: dr. Dan Macovei

### Premiul „Horia Hulubei“
Isospin Dynamics at Medium Energies - Autor: dr. Virgil Băran

### Premiul „Ștefan Procopiu“
Grupul de lucrări: Soluții exacte ale ecuațiilor de câmp pe spații anti – de Sitter - Autor: prof. dr. Ion I. Cotăescu

## V. Științe Chimice

### Premiul „Nicolae Teclu“
Pentru întreaga activitate didactică și de cercetare - prof. dr. ing. Ion Teoreanu

### Premiul „Gheorghe Spacu“
Grupul de lucrări: Fundamentarea fizico-chimică a unor procedee noi de reciclare a deșeurilor și energiilor reziduale industriale - Autor: dr. Mariella Constantinescu

### Premiul „I.G. Murgulescu“
Grupul de lucrări: Filme pasive și organice nepoluante, cu protecție performantă a suprafețelor metalice - Autori: dr. Ecaterina Vasilescu, dr. Paula Drob și dr. Iuliana Mîrza Roșca

### Premiul „Costin D. Nenițescu“
Grupul de lucrări: Polizaharide funcționalizate cu aplicații biomedicale - Autor: dr. ing. Georgeta Cornelia Mocanu

## VI. Științe Biologice

### Premiul „Emanoil Teodorescu“
Atlas micologic - Autor: Pârvu Marcel

### Premiul „Grigore Antipa“
Limnology in Ethiopia (lucrare de sinteză) - Autor: Claudiu Tudorancea

### Premiul „Nicolae Simionescu“
Premiul nu a fost acordat.

### Premiul „Emil Racoviță“
Premiul nu a fost acordat.

## VII. Științe Geonomice

### Premiul „Grigore Cobălcescu“
Geologia părții sudice a Câmpiei Moldovei - Autor: Mihai Brânzilă

### Premiul „Gheorghe Munteanu-Murgoci“
Molasa Carpaților Orientali. Petrografie și sedimentogeneză - Autori: Constantin Grasu, Constantin Cătană, Crina Miclăuș, Iuliu Boboș

### Premiul „Ludovic Mrazec“
X-ray power diffraction properties of pavonite homologues - Autori: Gheorghe Ilinca și Emil Makovicky

### Premiul „Simion Mehedinți“
Munții Baraolt. Studiu fizico-geografic - Autor: Nicolae Băcăințan

### Premiul „Ștefan Hepites“
Premiul nu a fost acordat.

## VIII. Științe Tehnice

### Premiul „Traian Vuia“
Măsurări electronice - Autori: dintre cei 5 autori premiul se acordă prof.dr.ing. Mihai Antoniu

### Premiul „Aurel Vlaicu“
Grupul de lucrări: Metode morfologice de tip lattice Boltzman pentru fluide complexe - Autori: dr. Victor Sofonea și Klaus R. Mecke (Germania)

### Premiul „Constantin Budeanu“
Electrotermie și electrotehnologii. Vol I, II - Autori: dintre cei 15 autori premiul se acordă prof.dr.ing. Nicolae Mogoreanu și prof.dr.ing. Ion Șora

### Premiul „Anghel Saligny“
Beton armat - Autori: prof.dr.ing. Ioan Cadar, prof.dr.ing. Tudor Clipii și dr.ing. Agneta Tudor

### Premiul „Henri Coandă“
Inginerie seismică - Autor: prof.dr.ing. Iuliu Dimoiu

## IX. Științe Agricole și Silvice

### Premiul „Ion Ionescu de la Brad“
- Tehnici chirurgicale veterinare - Autor: prof.dr. Cornel Igna
- Anatomia animalelor domestice - Autori: prof.dr. Vasile Coțofan, prof.dr. Radu Palicica, conf.dr. Valentina Hrițcu și conf.dr. Vasile Enciu

### Premiul „Traian Săvulescu“
Fiziologia plantelor de cultură - Autori: din cei 14 autori premiul se acordă acad. prof.dr. abilitat Toma Simion (Republica Moldova), conf.dr. Ana Viorica Voican, conf.dr. Aurelia Dobrescu, conf.dr. Elena Delian și prof.dr. Constantin Crăciun

### Premiul „Gheorghe Ionescu-Șișești“
Ameliorarea pajiștilor degradate din zone de silvostepă - Autori: din cei 8 autori premiul se acordă prof.dr. Nicolae Dumitrescu, prof.dr. Teodor Iacob, dr.ing. Dumitru Pujină

### Premiul „Marin Drăcea“
Premiul nu a fost acordat.

## X. Științe Medicale

### Premiul „Iuliu Hațieganu“
Manual de transplant renal (CD-Rom cu elemente de tehnică chirurgicală a transplantului renal) - Autor: Mihai Lucan

### Premiul „Daniel Danielopolu“
Transmiterea sinaptică - Autori: Ion Haulică și Gioconda Dobrescu

### Premiul „Gheorghe Marinescu“
Apoptoza, moartea celulară programată - Autori: prof. dr. Leon Dănăilă, Mihai Alecu și Gabriela Coman

### Premiul „Constantin Parhon“
Atlas Antropologic al Munteniei - Autori: Maria Vlădescu și Corneliu Vulpe

### Premiul „Ștefan S. Nicolau“
Cercetări asupra infecției cu virusul HIV. Suită de 10 lucrări științifice. Coordonarea lucrării Aspecte interdisciplinare și cercetări în SIDA - Autor: dr. Șeli Șfartz

### Premiul „Victor Babeș“
Premiul nu a fost acordat.

## XI. Științe Economice, Juridice și Sociologie

### Premiul „Petre S. Aurelian“
Metamaximizare: avuție și justiție - Autor: Paul Fudulu

### Premiul „Virgil Madgearu“
- Globalizarea și dezvoltarea trivalentă - Autor: Maria D. Popescu
- Conducerea resurselor umane - Autori: Emilian Radu, Olimpia State, Gabriela Țigu și Clauda Țuclea

### Premiul „Victor Slăvescu“
Promovarea marketingului în managementul românesc - Autor: Laura Bacali

### Premiul „Dimitrie Gusti“
Evoluție, involuție și tranziție în agricultura României - Autor: Gheorghe Socol

### Premiul „Simion Bărnuțiu“
Premiul nu a fost acordat.

### Premiul „Andrei Rădulescu“
Premiul nu a fost acordat.

### Premiul „Nicolae Titulescu“
Premiul nu a fost acordat.

## XII. Filosofie, Teologie, Psihologie și Pedagogie

### Premiul „Mircea Florian“
C. Dimitrescu Iași. Studiu monografic - Autor: Cătălin Bordeianu

### Premiul „Vasile Conta“
Statul social - Autor: Aristide Cioabă

### Premiul „C. Rădulescu – Motru“
Tanatologie și nemurire - Autor: P.S. Calinic Botoșăneanul

### Premiul „Ion Petrovici“
Petre Andrei. Etică - Autori: Petru P. Andrei și Dorn Tompe

## XIII. Arte, Arhitectură și Audiovizual

### Premiul „George Enescu“ pentru creație muzicală
Mondes impossibles (Lumi imposibile) – suită simfonică - Autor: Irinel Anghel

### Premiul „Ciprian Porumbescu“ în domeniul muzicologiei
Chemări de toacă - Autor: Constanța Cristescu

### Premiul „Ion Andreescu“ în domeniul artelor plastice
Opera Omnia - Autor (creator): Wanda Sachelarie Vladimirescu

### Premiul „Simion Florea Marian“ în domeniul etnografiei și folclorului
Fenomenul povestitorului - Autor: Ion Cuceu

### Premiul „Aristizza Romanescu“ pentru arta spectacolului
Spectacolul lumii (documentar TV) - Autor: Ioan Grigorescu

### Premiul „Gheorghe Oprescu“ în domeniul istoriei artei
Topografia monumentelor din Transilvania. Municipiul Sibiu - Autori: Alexandru Avram, Ioan Bucur, Christoph Machat (coordonator) (Germania)

## XIV. Știința și Tehnologia Informației

### Premiul „Tudor Tănăsescu“
Grupul de lucrări: Dispozitive de putere pe SiC pentru temperaturi ridicate - Autori: Gheorghe Brezeanu și Marian Bădilă

### Premiul „Grigore Moisil“
Programarea matematică avansată - Autor: Neculai Andrei

### Premiul „Gheorghe Cartianu“
- Advanced Optoelectronic Devices - Autori: Daniela Dragoman și Mircea Dragoman
- Grup de lucrări în domeniul “hardware evoluabil și inteligent” - Autor: Adrian Stoica